# Aurelio Mistruzzi
Aurelio Mistruzzi (* 7. Februar 1880 in Villaorba di Basiliano; † 25. Dezember 1960 in Rom) war ein italienischer Bildhauer und Medailleur.

## Leben
Aurelio Mistruzzi verbrachte seine Kindheit in seinem Geburtsort in der Provinz Udine. Auf Wunsch seines Vaters erhielt er an der Gewerbeschule von Udine eine erste Ausbildung als Landvermesser. Dann im Jahr 1903 begann er seine Studien an der Kunstakademie von Venedig, die er dann an der Accademia di Belle Arti di Brera in Mailand fortsetzte. Im Jahr 1908 zog Aurelio Mistruzzi nach Rom um.

## Wirken
Erste künstlerische Aktivitäten als Bildhauer in Udine. Stipendiat an der Scuola dell’Arte della Medaglia in Rom. Als Bildhauer schuf er zahlreiche Grabmale und Gedenkstätten für Gefallene in Venedig, Udine, Pordenone, Castelfranco Veneto, Gaeta. Beispiele für seine religiöse Kunst: Das Standbild von Franz von Assisi in der Basilika des Heiligen Antonius in Padua und die Büste von Papst Pius XI. für das Jesuitenkolleg im Palazzo di Propaganda Fide in Rom.
1920 wurde Mistruzzi offizieller Medailleur des Heiligen Stuhls. Seinem Atelier entstammen die offiziellen Jahresmedaillen für die Päpste Benedikt XV., Pius XI., Pius XII. und Johannes XXIII.
Mistruzzi gilt als herausragender italienischer Medailleur des 20. Jahrhunderts. Viele seiner Arbeiten sind in privaten und öffentlichen Sammlungen zu finden.